# Mario Party 5
Mario Party 5 (マリオパーティ5, Mario Pāti Faibu) é um jogo eletrônico desenvolvido pela Hudson Soft e publicado pela Nintendo para o Nintendo GameCube sendo o segundo jogo da franquia a ser lançado para o console, sendo lançado no mundo todo no final de 2003. O jogo introduziu 3 novos personagens apesar da remoção de um personagem presente desde de o primeiro Mario Party de ser jogável.
Mario Party 5 recebeu críticas "médias" da mídia; os revisores gostaram dos novos minijogos da série, embora a aparente falta de originalidade tenha sido criticada. O jogo tornou-se parte do selo Nintendo Player's Choice em 2004, que é um versão inicial do que hoje é conhecido como Nintendo Selects. Ganhou o premio de Console Children's Award no Interactive Achievement Awards de 2004.

## Jogabilidade
Mario Party 5 mantém a jogabilidade fundamental apresentada nos jogos anteriores da franquia, que é baseada em um jogo de tabuleiro temático jogado por personagens da série Mario . O objetivo do jogador é obter o máximo de estrelas ao final do jogo de tabuleiro, que são adquiridas por vinte moedas ao passar pelo espaço de estrelas designado no tabuleiro de jogo. São 77 minijogos, por meio dos quais se ganha a maior parte das moedas. Um minijogo escolhido aleatoriamente é jogado depois que todos os jogadores lançaram o dado . "Party Mode" é o modo multijogador principal, e envolve quatro personagens competindo em um jogo de tabuleiro padrão de forma independente ou em pares opostos. Tal como acontece com seus antecessores, os jogadores podem ajustar o número de turnos de um jogo em múltiplos de 5 até 50 e determinar a dificuldade dos oponentes controlados pela CPU, entre outros mudanças que poderão ser feitas.
Mario Party 5 apresenta dez personagens jogáveis, incluindo três personagens adicionais à série: Toad, Boo e Koopa Kid que em outros jogos eram presentes no jogo apenas como algo que pudesse mudar a gameplay do jogo, algo inverso aconteceu com o Donkey Kong que nesta edição, aparece em "espaço DK", onde inicia um evento que concede a possibilidade de uma estrela ou moedas sempre que pousar. Como nas versões anteriores, os espaços azuis e vermelhos adicionam ou deduzem 3 moedas dos jogadores quando eles pousam neles, porem os "Bowser Spaces" retornam do  Mario Party 4 . Enquanto nos jogos anteriores as lojas de itens eram um meio de obter itens, Mario Party 5 apresenta o sistema de cápsulas. As cápsulas são recipientes que contêm um único item que são adquiridos ao passar pela “Capsule Machine” no tabuleiro. Os itens contidos neles servem a vários propósitos, desde aumentar o alcance do Bloco de Dados e, portanto, do movimento, até reduzir dez moedas de um oponente. As cápsulas só podem ser lançadas até dez espaços à frente da posição atual. Durante um jogo, a jogabilidade é alterada nos últimos cinco turnos com as opções selecionadas aleatoriamente através de uma roleta; tais mudanças incluem triplicar o benefício ou déficit da moeda nos espaços coloridos.
Os tabuleiros do jogo incorporam o tema "Dream Depot", vindo da serie Paper Mario,  onde cada um tendo "Sonho" no final do título do tabuleiro, exceto o tabuleiro "Bowser's Nightmare". Os temas dos tabuleiros incluem sonhos com brinquedos e caça ao tesouro, entre outros. Cada tabuleiro consiste em vários tipos de espaços, alguns dos quais concedem tipos especiais de minijogos que não podem ser acessados regularmente. Alguns espaços, especificamente espaços "acontecimento", incorporarão algum acontecimento que mude completamente o mapa e/ou a jogabilidade dos jogadores.
Os jogadores podem escolher jogar minijogos separados do contexto do jogo de tabuleiro através do "Mini game Mode". Os mini game são categorizados por "4 jogadores", "1 vs. 3" e "2 vs. 2" disponíveis. Fora esses, existem também os mini games  "DK" e " Bowser ", que têm como tema seu personagem titular; Os mini games de "batalha" são os mesmos vistos nos três Mario Party anteriores. Os minijogos de "duelo", que envolvem 2 jogadores competindo entre si, são reintroduzidos. O conjunto de mini game está disponível sem um modo livre ("Free Play") mas pode ser colocado em torneios e objetivos separados como no "Mini Game Circuit", envolvendo os personagens vencendo esses minijogos para chegar conseguir chegar primeiro na linha de chegada. Um total de 75 minijogos podem ser jogados, mas todos eles devem ser desbloqueados no "Party Mode" e no "Story Mode" antes de poderem ser jogados no "Mini game Mode". No "Bonus Mode", um conjunto de 3 jogos que não aparecem no jogo normal podem ser jogados, envolvendo um jogo de tabuleiro baseado em cartas ("Card party"), bem como partidas de vôlei de praia e hóquei no gelo.
Mario Party 5 introduziu o "Super-Duel Mode", envolve o jogador montando e controlando um veículo de combate. Cada componente do veículo pode ser adquirido separadamente; estes não precisam necessariamente se ajustar estilisticamente a outras peças e contribuem fpara as estatísticas gerais do veículo em áreas como saúde e velocidade do carro. Depois que o veículo é montado e nomeado, ele pode enfrentar oponentes humanos ou a CPU em uma partida simples (Single Match) ou em torneios. Há algumas variantes baseada nesse modo, incluindo um modo de captura da bandeira e outro que exige que o jogador atire em coelhos mecânicos.
O modo história em Mario Party 5 é completamente diferente dos modos história de Mario Party 3 e 4 . Os jogadores enfrentam o trio 0 (vermelho, verde e azul). A única maneira de derrotá-los e limpar o tabuleiro é retirar todas as suas moedas, principalmente vencendo-os em minijogos. Os jogadores devem pegar todas as moedas de um Koopa Kid para conseguir derrotar ele. Se os jogadores perderem todas as moedas ou não derrotarem os Koopa Kid em quinze turnos, o jogo termina. Depois que os jogadores ganham nos 5 tabuleiros, eles enfrentam Bowser em um minijogo de fase final chamado "Frightmare", que é um minijogo 1 contra 1 com Bowser. Assim como em Mario Party 3, os novos personagens jogáveis não podem ser jogados neste modo.

## Desenvolvimento
Assim como nos jogos anteriores da franquia, Mario Party 5 foi publicado pela Nintendo e desenvolvido pela Hudson Soft. A Nintendo revelou o jogo pela primeira vez na E3 2003, onde oito mini games estavam disponíveis em uma demo jogável. Após o lançamento, a Nintendo anunciou Mario Party 5 como um título " Player's Choice ", que é um rótulo para títulos da Nintendo que venderam mais de um milhão de cópias para serem vendidos a um preço mais baixo, sendo o que hoje conhecemos como Nintendo Selects

## Recepção e vendas
Mario Party 5 recebeu críticas "mistas" tendo a media de 69 no Metacritic.
A IGN deu nota 7.9/10 dando destaque no fato de muitos mini games e divertido para jogadores "mainstream", apesar dos tabuleiros serem bem massivos. Ja a EuroGamer foi bem mais dura dando nota 5/10, dizendo ser mais do mesmo, não sendo melhor ou pior que o Mario Party 4 e que "espere o esperado".
Apesar da recepção mista, a Academia de Artes e Ciências Interativas premiou Mario Party 5 com o " Jogo Infantil do Ano para Console " no 7º Annual Interactive Achievement Awards.
O jogo ao todo vendeu entorno de 2 milhões de copias, sendo o EUA o pais que mais vendeu, chegando a quase 1 milhão de copias vendidas.